# Chrysalis Records
Chrysalis Records es un sello discográfico británico creado en 1969.
El nombre de este sello es un acrónimo de los nombres de sus fundadores, Chris Wright y Terry Ellis. Chrysalis se formó a partir de un contrato con la Island Records de Chris Blackwell basado en el éxito de grupos como Jethro Tull y Procol Harum.

## Historia
Hacia el final de 1970, la filial de Chrysalis, 2 Tone Records, promocionó bandas como The Specials, The Selecter, Madness y The Beat. Chrysalis poseía asimismo el contrato de Blondie, la banda más exitosa de fines de esa década.
En los 80, Chrysalis era el estandarte del movimiento de los Nuevos Románticos, con grupos como Ultravox y Spandau Ballet. Chrysalis hizo historia elaborando el primer vídeo musical, "Mickey" en 1981, un videocassette con música y video de cada canción del disco Word of Mouth de Toni Basil, con bailes coreografiados por ella misma.
Los 80 fueron el período de mayor éxito para el sello, cuya lista incluía auténticos gigantes, como Billy Idol, Michael Schenker Group y Pat Benatar, Vinnie Vincent Invasion , nuevas promesas, como Blondie, y máquinas fabricaéxitos, como Huey Lewis and the News.
A principios de 1983, Daniel Glass pasó a ser Director de Nuevo Mercado Musical, paso previo a su nombramiento como Vicepresidente General.
Fue durante esa época cuando el sello demostró ampliamente ser incapaz de promocionar a nadie que no perteneciese a los géneros principales de rock, ska o new wave. Las bandas de heavy metal Armored Saint y Mutha's Day, el dúo de hip hop Gang y el cantautor Judie Tzuke tuvieron trayectorias desastrosas en Chrysalis.
El sello fue vendido a EMI en 1991 y ahora solo se usa para los lanzamientos de Robbie Williams, con el resto del catálogo desplazado a las marcas principales de EMI. En 2012 el sello fue adquirido por Universal Music Group dentro de la operación de la compra de EMI, por la cual debería desprenderse de acuerdo a los reguladores de algunos sellos, entre ellos Chrysalis. El 8 de febrero de 2013 Chrysalis fue adquirido por Warner Music Group.